# Nozomi Sasaki

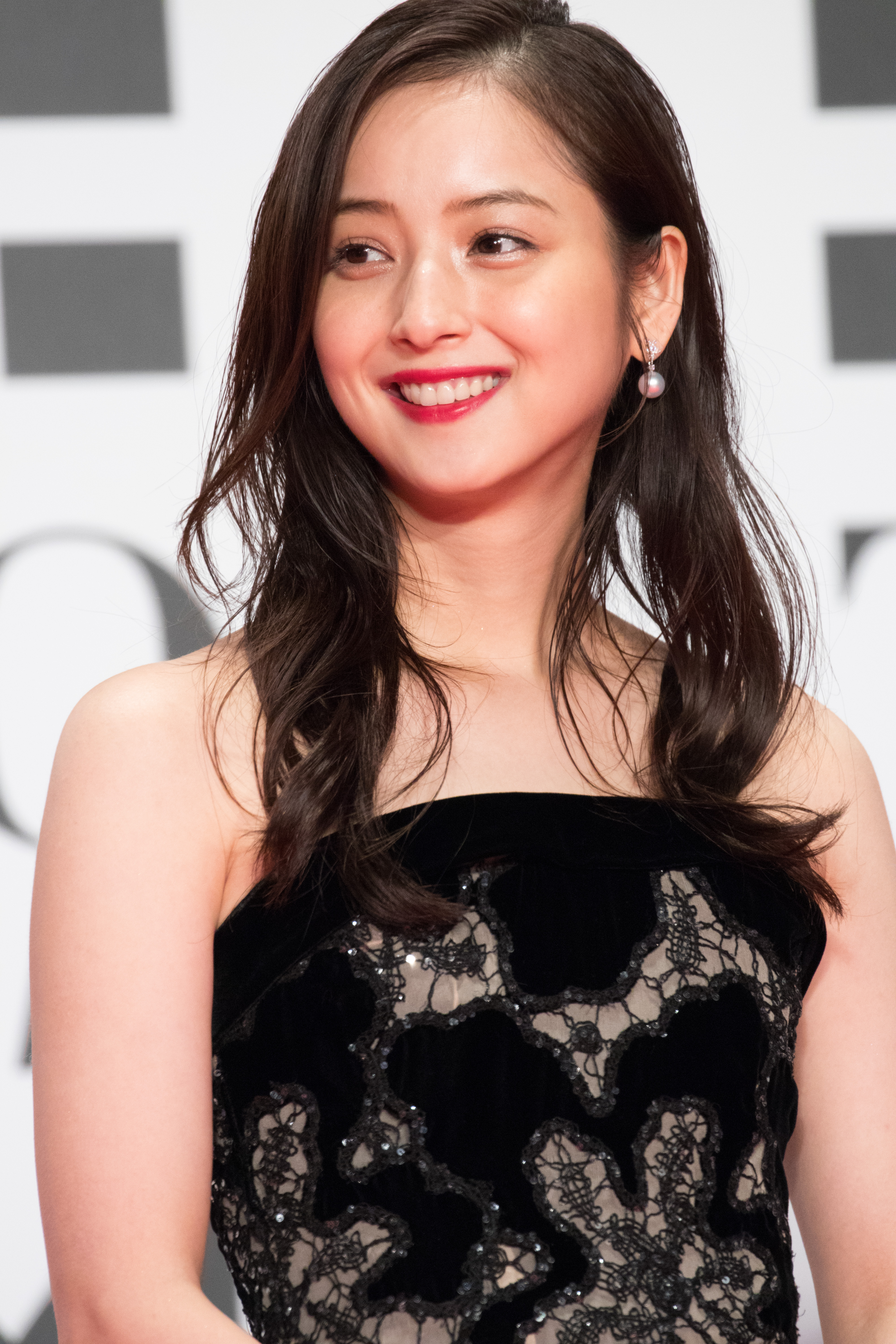
Nozomi Sasaki (2016)

Nozomi Sasaki (jap. 佐々木 希, Sasaki Nozomi; * 8. Februar 1988 in Akita, Präfektur Akita) ist ein japanisches Model, Schauspielerin und Sängerin.
Außerhalb Japans wurde sie bekannt als Kommentatorin der Kickbox-Veranstaltung K-1 World Max.

## Biografie
Sasaki fing schon mit 14 Jahren an zu modeln. Landesweite Bekanntschaft erhielt sie mit Auftritten in den Gravure-Abschnitten Galcon Japan des Manga-Magazins Weekly Young Jump, erstmals 2005 dessen Grand Prix sie gewann, und am 9. März 2006 (Ausgabe 15/2006) als Centerfold, wobei sie auch später noch regelmäßig darin auftrat. Im August desselben Jahres gewann sie unter 4290 Bewerbern den Grand Prix des Modemagazins Pinky.
Am 1. Januar 2008 erschien ihr erstes Fotobuch Nozomi, am 25. September ihre erste DVD Weekly Young Jump Premium DVD – nozomi und im November desselben Jahres hatte sie ihre erste Filmrolle in Handsome Suit (ハンサム★スーツ, Hansamu Sūtsu).
Vom 13. Januar bis 10. März 2009 hatte sie ihren ersten Dorama-Fernsehserienauftritt in der Verfilmung des Manga Kami no Shizuku.
Im März 2009 wurde sie als Gesicht für die Lesekampagne Zasshi Aidoku Gekkan (雑誌愛読月間, „einmonatiger Spaß am Magazinlesen“) der zum Kultus- und Wissenschaftsministerium gehörenden Nihon Zasshi Kyōkai (日本雑誌協会, „Japanische Magazinvereinigung“) ausgewählt. Während der Kampagne, die vom 21. Juli bis zum 20. August lief, erschien ihr Gesicht in 300 Magazinen, 30.000 Postern in Buchläden und öffentlichen Bibliotheken, 100.000 Postern in der Metropolregion Tokio und in Kansai, sowie auf 2009 Buch-Prepaid-Geschenkkarten.
Am 1. April erschien ihre zweite DVD Dolly, sowie zwei weitere Fotobücher (Sasaki Nozomi in „Tenshi no Koi“ und Non). Letzteres entstand zu dem, auch von Kritikern gut angenommenen, Liebesfilm Tenshi no Koi, wo sie ein 17-jähriges Mädchen spielt, das sich in einen 35-jährigen Professor (Shōsuke Tanihara) verliebt.
Am 19. März 2010 erschien ihr gemeinsames Fotobuch mit Asami Kiyokawa namens Prism. Am 21. Juli veröffentlichte sie ihre erste Single Kamu to Funyan feat. Astro bei Sony Music Entertainment. Diese erreichte Platz 11 in den Oricon-Charts und verblieb dort für 8 Wochen. Zudem hatte sie vom 16. Juli bis 17. September desselben Jahres (kurz nach Mitternacht und damit am vorigen Fernsehtag) hatte sie ihre erste Hauptrolle in einem Dorama (Dohyō Girl!). Am 24. November erschien ihre zweite Single Jin Jin Jingle Bell feat. Pentaphonic, ein Cover eines Liedes von Chisato Moritaka, und erreichte Platz 29 der Charts.
Im selben Monat wurde sie von ihrer Heimatpräfektur gemeinsam mit Natsuki Katō als „[PR-]Botschafter für die Schönheit von Akita“ (あきた美の国大使) ausgewählt.
Für die Anime-Serie Beelzebub sang sie den 4. Abspanntitel Papepipu♪ Papipepu♪ Papepipupo♪ ein, der am 26. Oktober 2011 als ihre dritte Single veröffentlicht wurde. Dieser erreichte Platz 37 der Charts. Zudem erschien am 1. Dezember ihr sechstes Fotobuch Non♡non. Für 2012 ist ihr dritter Film Afro Tanaka geplant.
Zudem ist sie das neue Werbegesicht von Fila. Am 18. April 2012 erschien ihr erstes Album Nozomi Collection.

## Rollen

### Kinofilme
- Handsome Suit (ハンサム★スーツ, Hansamu Sūtsu; 2008) als Remi
- Tenshi no Koi (天使の恋; 2009) als Rio Ozawa
- Afro Tanaka (アフロ田中, Afuro Tanaka; 2012) als Aya Katō

### Fernsehserien (Dorama)
- Kami no Shizuku (神の雫; 2009, NTV) als Sara
- Shaken Baby! (しぇいけんBaby!, Sheiken Baby!; 2010, Fuji TV) als Sakurako Seo
- Massugu na Otoko (まっすぐな男; 2010, Kansai TV) als Yukie Kayashima
- Dohyō Girl! (土俵ガール!, Dohyō Gāru!; 2010, MBS) als Hikaru Wakabayashi
- Sazae-san 3 (サザエさん3; 2011, Fuji TV) als Hanako Hanazawa
- Propose Kyōdai – Umare Junbetsu: Otoko ga Kekkon Suru Hōhō (プロポーズ兄弟〜生まれ順別 男が結婚する方法〜, Puropōzu Kyōdai – ~; 2011, Fuji TV) als Minami Watanabe
- Kaitō Royale (怪盗ロワイヤル, Kaitō Rowaiyaru; 2011, TBS) als Sister Snake
- Kasha (火車; 2011, TV Asahi) als Kyōko Shinjō
- Hell for you (地獄の果てまで連れていく, Jigoku no hate made tsureteiku; 2025, TBS Television) als Sachiko Tachibana

## Werk

### Fotobücher
- Nozomi. 1. August 2008, Shūeisha, ISBN 978-4-08-102075-1.
- Sasaki Nozomi in „Tenshi no Koi“. 31. Oktober 2009, Kadokawa Shoten, ISBN 978-4-04-894924-8.
- Non. 21. November 2009, Shūeisha, ISBN 978-4-08-780546-8.
- Prism (佐々木希×清川あさみ コラボ写真集『PRISM』), 19. März 2010, Gentōsha, ISBN 978-4-344-01801-3, gemeinsam mit Asami Kiyokawa.
- Nozokimi (ノゾキミ). 28. Juli 2010, Gentōsha, ISBN 978-4-344-41478-5, Fotograf: Asami Kiyokawa.
- Non♡non. 1. Dezember 2011, Shūeisha, ISBN 978-4-08-780634-2.

### Alben
- Nozomi Collection

### Singles
- Kamu to Funyan feat. Astro (噛むとフニャン feat. Astro; 2010)[11]
- Jin Jin Jingle Bell feat. Pentaphonic (ジン ジン ジングルベル feat.Pentaphonic; 2010)[12]
- Papepipu♪ Papipepu♪ Papepipupo♪ (パペピプ♪パピペプ♪パペピプポ♪; 2011)[13]

### Videoalben
- Weekly Young Jump Premium DVD – nozomi (2009)[7]
- Dolly (2010)[9]